# Drysdalia mastersii
Espèce
Synonymes
- Hoplocephalus mastersii Krefft, 1866

Statut de conservation UICN

 LC  : Préoccupation mineure
Drysdalia mastersii est une espèce de serpents de la famille des Elapidae.

## Répartition
Cette espèce est endémique d'Australie. Elle se rencontre au Victoria, en Australie-Méridionale et en Australie-Occidentale.
Sa présence est incertaine en Nouvelle-Galles du Sud.

## Étymologie
Son nom d'espèce lui a été donné en l'honneur de George Masters (1837-1912) qui a collecté sept spécimens de cette espèce.

## Publication originale
- Krefft, 1866 : Descriptions of three species of snakes of the genus Hoplocephalus. Proceedings of the Zoological Society of London, vol. 1866, p. 370-371 (texte intégral).